# Инге II Младший
Инге Младший — король Швеции (1110—1125), младший сын Хальстена. 
Инге Младший правил вместе с братом Филиппом после смерти своего дяди Инге Старшего. После смерти Филиппа в 1118 году Инге стал править единолично. Инге Младший был отравлен в Эстергётланде. Неизвестно, был ли Инге ещё жив во время вторжения норвежского короля Сигурда в Смоланд. Со смертью Инге Младшего династия Стенкилей пресеклась.